# Chasseur de pénétration

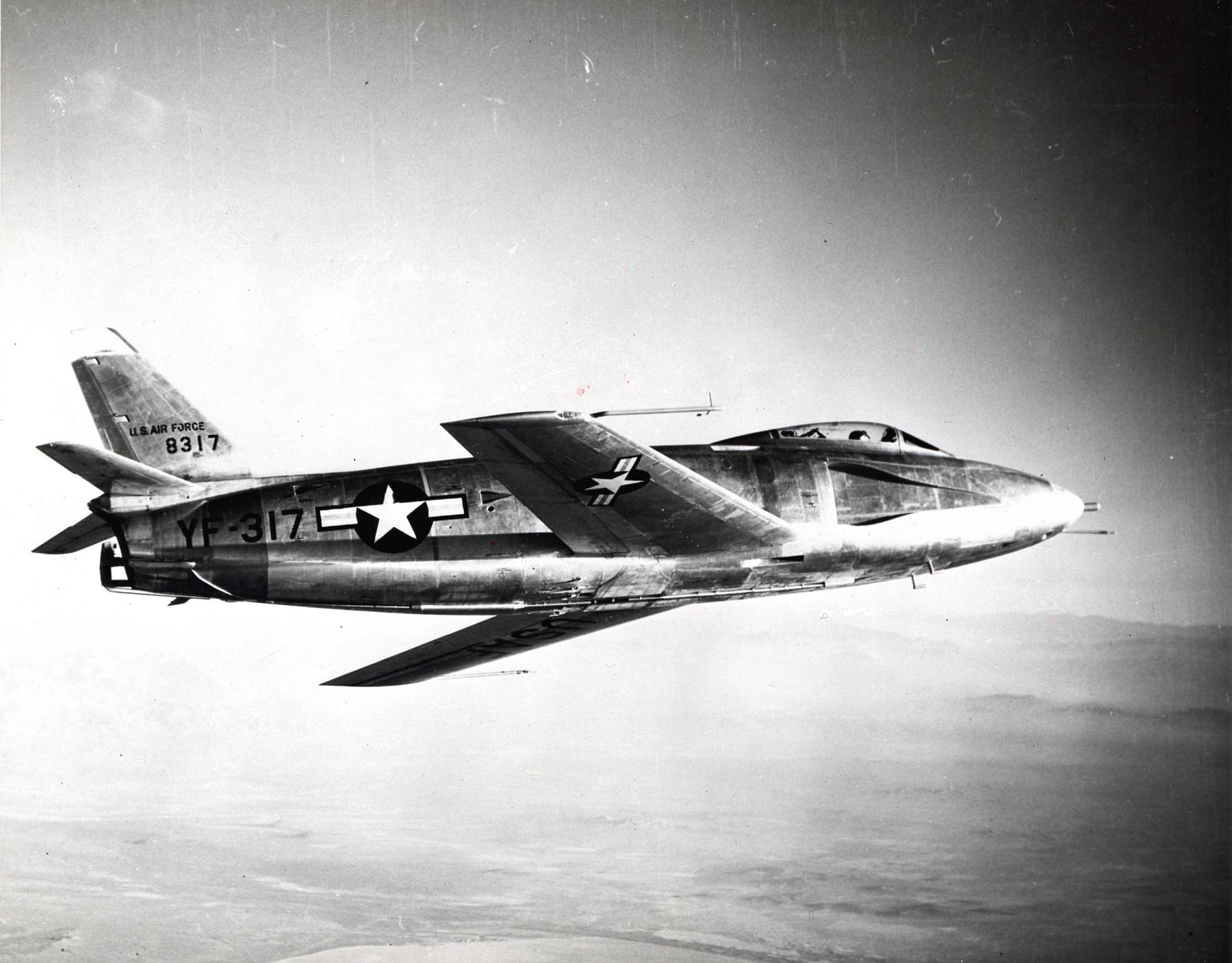
Le North American YF-93 en vol. Il fut l'un des projets de chasseurs de pénétration du début de la guerre froide.

Le terme de « chasseur de pénétration » (en anglais : « penetration fighter ») fut utilisé pendant une courte période pour décrire un chasseur à long rayon d'action théorique, conçu pour pénétrer les défenses antiaériennes ennemies et attaquer les intercepteurs de défense.
Ce concept est similaire à celui de chasseur d'escorte, mais avec la différence que l'appareil n'aurait pas eu à travailler de concert avec des bombardiers. C'était en fait le même rôle que celui joué par le P-51 Mustang pendant la Seconde Guerre mondiale, dont la présence au-dessus de l'Allemagne permit aux bombardiers des US Army Air Forces de voler librement au-dessus du pays

## Histoire
Le concept de chasseur de pénétration mena à la conception de nombreux modèles d'avions au début des années 1950, parmi lesquels les McDonnell XF-88 Voodoo, Lockheed XF-90 et North American YF-93. Afin de rester compétitifs avec les intercepteurs existants, ils devaient être propulsés par réaction, ce qui demandait d'énormes réservoirs de carburant et limitait fortement leur rayon d'action. Aucun de ces projets ne se montra capable de tenir la comparaison avec les jets à rayon d'action classique, et le concept de chasseur de pénétration disparut avant même d'avoir connu une utilisation opérationnelle.
Le concept refit cependant surface avec le projet du XF-108 Rapier, un intercepteur à longue distance devant être lancé depuis les États-Unis contigus et devant intercepter les bombardiers soviétiques alors qu'ils étaient toujours au-dessus de l'Arctique. Ce long rayon d'action signifiait que, s'ils avaient été lancés depuis des bases avancées en Europe, Turquie ou Alaska, les F-108 auraient été en mesure de parcourir une bonne distance au-dessus de l'URSS et auraient aidé à perturber les défenses antiaériennes, permettant de dégager un passage moins dangereux aux bombardiers B-70 Valkyrie qui les auraient suivis. Le F-108 fut finalement annulé à cause de coupes budgétaires, et son remplaçant éphémère, le Lockheed YF-12, ne fut pas étudié pour ce rôle,.